# Armorial des communes de Belgique
Choisissez une province pour avoir la liste des armoiries de ses communes :

## Armoriaux des provinces de la région flamande
| - Anvers - Brabant flamand - Flandre-Occidentale - Flandre-Orientale - Limbourg |

## Armoriaux des provinces de la région wallonne
| - Brabant wallon - Hainaut - Liège - Luxembourg - Namur |

## Armorial de la région de Bruxelles-Capitale
| - Bruxelles-Capitale |